# IC 443
IC 443, también llamado SNR G189.1+03.0, 3C 157, Sh2-248 y CTB 20, es un resto de supernova situado en la constelación de Géminis.
Tiene un diámetro aproximado de 50 minutos de arco y pertenece a la asociación estelar Gem OB1.
Informalmente también recibe el nombre de nebulosa de la Medusa.

## Morfología
IC 443 es un resto de supernova de morfología mixta.
En el espectro visible y en radiofrecuencias, muestra una morfología de concha o caparazón, y consta de dos subcapas interconectadas, cada una de ellas de diferente tamaño y con un centro distinto. Una tercera subcapa más grande, inicialmente atribuida a IC 443, ahora es considerada el resto de otra supernova más antigua (de aproximadamente 100 000 años de edad), llamado G189.6+3.3.
En imágenes de luz visible IC 443 presenta una apariencia filamentosa, mientras que se aprecian conchas incompletas en las bandas J, H y K (observaciones de 2MASS), así como en infrarrojo e infrarrojo lejano (observaciones del telescopio Spitze y WISE). La emisión en el espectro visible se correlaciona bien con las dos conchas que se aprecian en banda de radio.
En rayos X, IC 443 muestra una morfología de concha rellena desde el centro.
La emisión de rayos X es térmica con poca o ninguna evidencia de una cáscara brillante y surge principalmente del material interestelar arrastrado y no del material eyectado.
Una fuente emisora de rayos X muy duros, identificada como una nebulosa de viento de púlsar o plerión (PWN), se encuentra cerca del borde sur de IC 443 y posiblemente está asociada con el remanente. También se ha observado una estructura en forma de anillo en torno al plerión, que puede corresponder a una capa de eyección calentada por el choque inverso.
Adicionalmente, IC 443 emite radiación gamma: el telescopio Fermi-LAT ha detectado una fuente de rayos gamma extendida en la banda de energía 200 MeV – 50 GeV.
En comparación, los estudios explícitos de su campo magnético son escasos, aunque sí se ha encontrado que el campo magnético está bastante correlacionado con la estructura en forma de anillo, pero sin que exista una orientación clara (paralela o perpendicular) a él.

## Entorno de IC 443

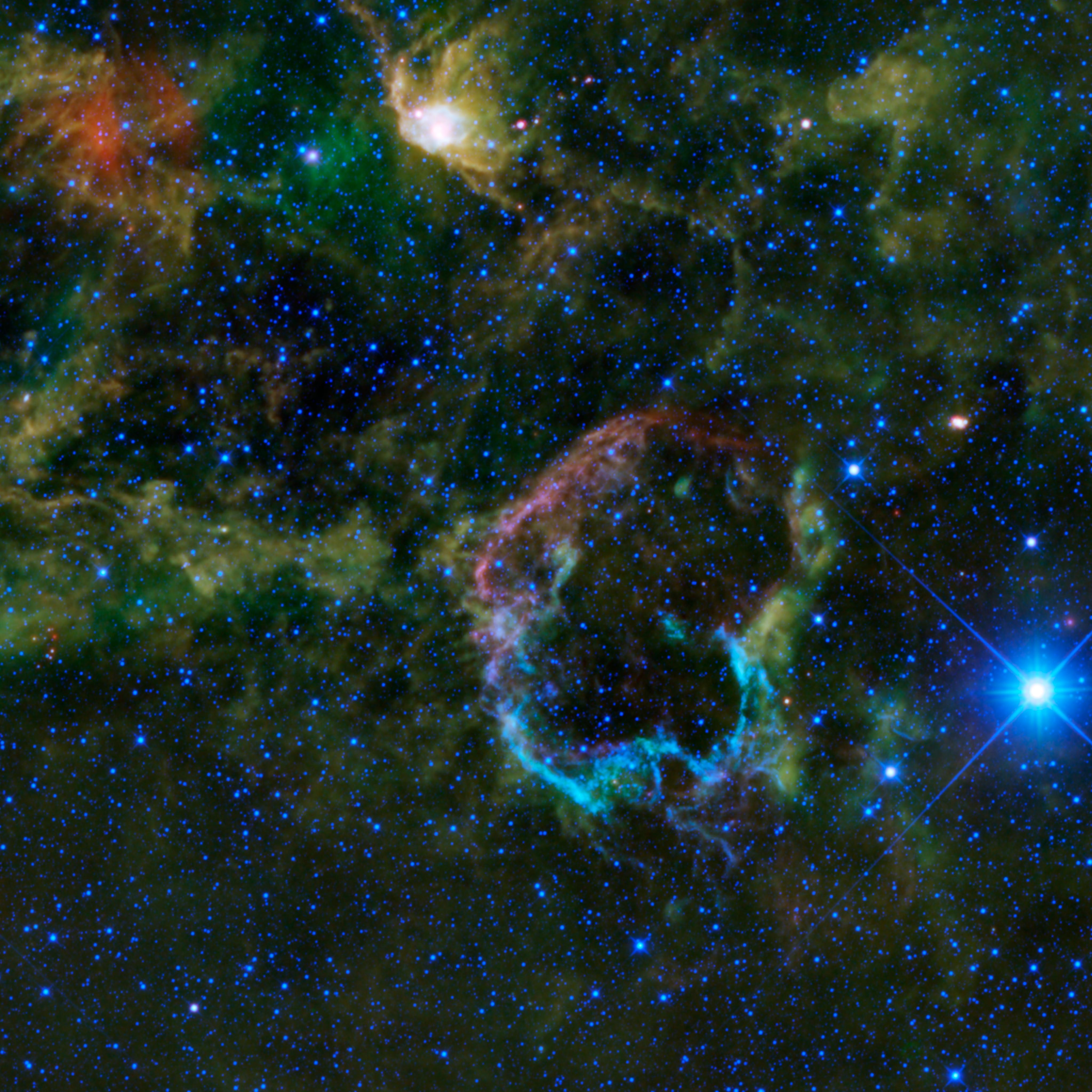
IC 443 en el infrarrojo lejano. (Imagen obtenida con el telescopio WISE)

IC 443 interactúa con una nube molecular en las regiones noroeste y sureste, y con una nube atómica en el noreste. La densa nube molecular fue identificada en 1977 y se encuentra en primer plano respecto a IC 443 formando una estructura semi-toroidal.
En el sureste, al interactuar la onda expansiva con la densa y grumosa nube molecular, la onda expansiva se ha frenado y se mueve con una velocidad estimada de «solo» 30 - 40 km/s. Se ha detectado en esta región un máser de OH  a 1720 MHz, claro indicador de la interacción entre un resto de supernova y una nube molecular densa.
Al noreste, IC 443 está confinado por la nube atómica H I, descubierta en 1978, la cual está bien delimitada en luz visible, infrarrojo y rayos X blandos.
Como esta nube es mucho menos densa que la nube molecular, el frente de choque se mueve más rápidamente, a una velocidad de 80 - 100 km/s.

## Remanente estelar
El observatorio de rayos X Chandra permitió el descubrimiento de la nebulosa de viento de púlsar CXOU J061705.3+222127;  situada en la parte sur del remanente, su asociación con IC 443 todavía está sujeta a debate considerando su posición descentrada respecto al resto de supernova. No obstante, la detección en 2018 de un «jet» rico en magnesio en la región noroeste de IC 443 sugiere que el vínculo entre el plerión e IC 443 realmente existe.
La existencia de CXOU J061705.3+222127 apoya un escenario en el cual IC 443 proviene de una supernova de colapso de núcleo (CC).

## Distancia y edad

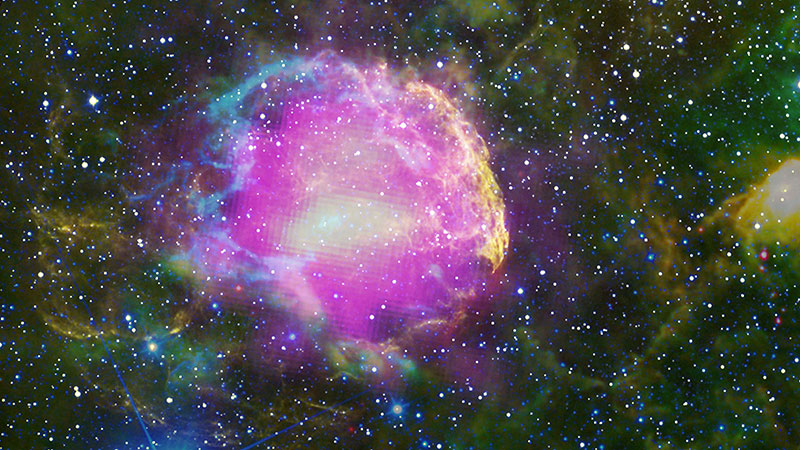
Imagen de IC 443 en diversas frecuencias (visible, rayos gamma e infrarrojo)

La distancia a la que se encuentra un resto de supernova siempre es difícil de calcular a partir de datos de radio o rayos X. En el caso concreto de IC 443, las estimaciones que se basan en mediciones del espectro óptico sitúan a este objeto a 700 - 1500 pársecs, mientras que las que consideran que este resto de supernova está asociado a la región H II S249 implican una distancia de 1500 - 2000 pársecs.
No obstante, la naturaleza compleja de los perfiles de absorción de las estrellas HD 43582 y HD 254577, cuya distancia es conocida, ha permitido evaluar la distancia de IC 443 en 1500 pársecs, la misma a la que se encuentra la asociación estelar Gem OB1.
Por otra parte, el valor obtenido a partir de medidas cinemáticas de la región norte-este de IC 443 es algo mayor, 1900 pársecs aproximadamente.
La edad de IC 443 tampoco es bien conocida, aunque varios trabajos le otorgan una edad de 30 000 años.
Esta misma cifra se obtiene al utilizar modelos de concha radiante suponiendo para IC 443 una capa de 7,4 pársecs de radio que se expande a una velocidad de 100 km/s.
Por el contrario, según otro estudio que se basa en la estructura en forma de anillo que rodea al plerión, su edad es un orden de magnitud inferior, en torno a los 4000 años.